# Qeltita
La qeltita és un mineral de la classe dels silicats. Rep el nom del riu Wadi Qelt, molt proper a la localitat tipus.

## Característiques
La qeltita és un silicat de fórmula química Ca₃TiSi₂(Fe3+₂Si)O14. Es tracta del primer mineral terrestre d'alta temperatura amb una estructura de tipus langasita. Va ser aprovada com a espècie vàlida per l'Associació Mineralògica Internacional l'any 2021, i publicada en el mes de maig de 2024. Cristal·litza en el sistema trigonal.
Segons la classificació de Nickel-Strunz pertany a «09.HA - Silicats sense classificar, amb alcalins i elements terra-alcalins».
L'exemplar que va servir per a determinar l'espècie, el que es coneix com a material tipus, es troba conservat a les col·leccions del Museu Mineralògic Fersmann, de l'Acadèmia de Ciències de Rússia, a Moscou (Rússia), amb el número de registre: 5695/1.

## Formació i jaciments
Va ser descoberta a Nabi Musa, dins la Governació de Jericó (Cisjordània, Palestina), l'únic indret de tot el planeta on ha estat descrita aquesta espècie mineral. Es va trobar en agregats minerals de gra fi dins de minerals principals de gra gruixut de paralava rankinita-gehlenita amb wol·lastonita subordinada, andradita amb titani i kalsilita. En aquests agregats, el mineral s'associa amb khesinita, paqueïta i pseudowol·lastonita, el que indica una gènesi a alta temperatura (~1200 °C).